# Fußballsportverein Union 1919 Fürstenwalde e.V.
FSV Union 1919 Fürstenwalde é uma agremiação esportiva alemã, fundada em 1919, sediada em Fürstenwalde. Atualmente milita na NOFV-Oberliga Nord (V).

## História
O clube foi criado, em 1933, através da fusão do SG União, fundado em 1919 e FSV Walker Füstenwalde. Com o fim da guerra, os clubes foram dissolvidos pela ocupação soviética. Porém, em 1950, a comunidade local refundou o União SG, renomeando-o Füstenwalde. Embora naquela época, a maior parte das comunidades desportivas tivessem o patrocínio de empresas e instituições locais, o SG foi capaz de obter, em 1958, a sua independência financeira.

### O futebol nos primeiros anos da RDA

Dynamo Fürstenwalde

O clube estava entre as equipes fundadoras da Liga de Frankfurt, após terem atuado na criação da liga de Brandenburg, então distrito da Alemanha Oriental. Em 1959, o campeão distrital, BSG, se classificou para a terceira classe, a II DDR-Liga. O nível de habilidade não foi suficiente para que o time, após a temporada de 1960, conseguisse almejar vôos mais altos. Mais uma vez a equipe mudou de denominação, passando se chamar TSG Fürstenwalde. Em 1963, o TSG foi campeão novamente do distrito, mas perdeu, ao obter uma quarta colocação, a fase de qualificação para a segunda fase da DDR-Liga. Nos anos seguintes, a equipe ficou postada no meio da tábua de classificação da Liga do Distrito de Frankfurt (Oder). No final da temporada 1970-1971, foi apenas a décima-terceira colocada.
Ao mesmo tempo, as agências de segurança da Alemanha Oriental fomentaram planos para a criação de um novo centro de jovens para o FC Dynamo Berlin. A localização da cidade de Fürstenwalde parecia favorável, porque já havia em Frankfurt uma fábrica de semicondutores que conduziam dois times de futebol na cidade. Além disso, Fürstenwalde possuía 4.000 assentos no estádio Rudolf Harbig, um local adequado. Houve, portanto, uma fusão o TSG com o Dínamo Frankfurt, para a criação do Dynamo Fürstenwalde. A nova equipe participou da temporada 1971-1972 da Liga Leste. Em 1978, conseguiu uma décima colocação.
Após as mudanças políticas, ocorridas a partir da queda do Muro de Berlim, em 1989, a força policial foi dissolvida e o Dynamo Fürstenwalde terminou suas atividades em 1990. O clube foi recriado posteriormente com o nome de SG 1919 União Fürstenwalde. Em 2002, o sindicato se fundiu com o SG FSV Wacker Fürstenwalde e a FSV União Fürstenwalde. Na temporada 2010-2011, o clube comemorou muito o acesso à Oberliga Nordost Nord (V) ao se sagrar campeão da Brandenburg Liga (VI).

## Mudanças de nomes
- 1948-1952:  Landesliga Brandenburg  (SG Union)
- 1952-1959:  Bezirksliga Frankfurt/O. (SG Union, BSG Empor)
- 1960: II. DDR-Liga    (BSG Empor)
- 1961-1971:   Bezirksliga Frankfurt/O.  (TSG)
- 1978-1979: 1990: Bezirksliga Frankfurt/O. (BSG Pneumant)
- 1990-1996:   Verbandsliga Brandenburg   (FSV)
- 1996-1998:   Landesliga   (FSV Wacker)
- 1998-2006:  Verbandsliga Brandenburgliga  (FSV Wacker, FSV Union)
- 2006-2008:  Landesliga   (FSV Union)
- 2008-2009:  Brandenburgliga   (FSV Union)
- 2009-2011:   Brandenburgliga   (FSV Union)

## Títulos
- DDR-Liga (II) Staffel B Campeão: 1979–1980 como SG Dynamo Fürstenwalde;
- FDGB-Pokal (melhor resultado): 1988–1989: terceira fase;
- Brandenburg-Liga (VI) Campeão: 2010–2011;